# Голдина, Римма Дмитриевна
Ри́мма Дми́триевна Го́лдина (Вотинцева) (род. 10 ноября 1941, село Большая Соснова Пермской области) — советский и российский археолог, доктор исторических наук, профессор. Директор Института истории и культуры народов Приуралья при УдГУ, руководитель Камско-Вятской археологической экспедиции УдГУ. Почётный гражданин Удмуртской Республики.

## Биография
Окончила Оханскую среднюю школу с серебряной медалью. В 1963—1972 годах — старший лаборант, аспирант, ассистент, старший преподаватель кафедры истории СССР УрГУ. В 1971 году защитила в ЛОИА АН СССР кандидатскую диссертацию «Ломоватовская культура в Верхнем Прикамье».
В 1972—1991 годах — старший преподаватель, доцент кафедры истории СССР, декан исторического факультета (1980—1991), заведующая кафедрой дореволюционной отечественной истории УдГУ (1987—1991), заведующая кафедрой археологии и истории первобытного общества УдГУ (с 1991). С 1975 года — председатель секции археологов Удмуртского отделения ВООПИК. В 1991 году Р. Д. Голдина защитила в МГУ докторскую диссертацию «Верхнее Прикамье во второй половине I тысячелетия н. э.» (официальные оппоненты С. И. Кочкуркина, В. В. Седов, Ю. Л. Щапова), в 1992 году получила звание профессора. С 1992 года — директор НИИ истории и культуры народов Приуралья при УдГУ.
Автор более 200 научных работ. Создатель археологической научной школы в Удмуртии.

### Награды и премии
- 1991 — Заслуженный деятель науки Удмуртской Республики;
- 2000 — Заслуженный работник высшей школы Российской Федерации;
- 2001 — лауреат Государственной премии Удмуртской Республики;
- 2021 — Почётный гражданин Удмуртской Республики[1].